# Linnés lärjungar

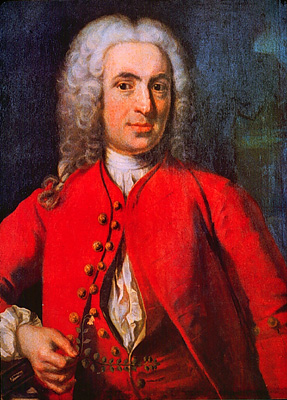
Porträtt av Carl von Linné.

Linnés lärjungar var en grupp på tjugotal elever till Carl von Linné som han kallade sina apostlar eller lärjungar. Lärjungarna reste runt i världen för att forska och samla in material. Det var ofta farofyllda och äventyrliga resor där flera fick sätta livet till.
Efter Linnés död 1778 blev det eftertraktat att kallas "Linnélärjunge". Äretiteln har ibland använts utan att det funnits täckning för den. Senare forskning tillämpar en vid definition av Linnélärjunge, och räknar som sådan bland annat den som av Linné angivits som lärjunge, den som disputerade under Linné eller den som följde hans föreläsningar. Stundom särskiljer man dem som på Linnés uppdrag genomförde forskningsresor och kallar dem "Apostlar". Beteckningen apostlar antyder att de också skulle sprida Linnés lära.

## Urval av lärjungar
Några av lärjungarna var:

- Christoffer Tärnström 1711–1746
- Pehr Kalm 1716–1779
- Olof Torén 1718–1753
- Carl Fredrik Adler 1720–1761
- Fredrik Hasselquist 1722–1752
- Pehr Osbeck 1723–1805
- Anders Tidström 1723–1779
- Erik Gustaf Lidbeck 1724–1803
- Daniel Rolander 1725–1793
- Pehr Löfling 1729–1756
- Anton Rolandsson Martin 1729–1785
- Hieronymus von der Burg 1730–1811
- Peter Forsskål 1732–1763
- Johan Peter Falck 1733–1774
- Daniel Solander 1733–1782
- Mathias Wallberg 1737–1808
- Johann Christian Daniel Schreber 1739–1810
- Göran Rothman 1739–1778
- Birger Martin Hall 1741–1815
- Carl Peter Thunberg 1743–1828
- Andreas Berlin 1746–1773
- Anders Sparrman 1748–1820
- Erik Acharius 1757–1819
- M.A. Afonin  (Ryska: Матве́й Ива́нович Афо́нин)  1739–1810
- A.M. Karamysjev (Ryska: Алекса́ндр Матве́евич Кара́мышев) 1744–1791
- Erik Tuvén 1721–1766
- Adam Afzelius (botaniker) 1750–1837